# Nancy Adams
Jacqueline Nancy Mary Adams, CBE, QSO, (* 19. Mai 1926 in Levin, Neuseeland; † 27. März 2007 in Wellington, Neuseeland) war eine neuseeländische Botanikerin, botanische Künstlerin und Kuratorin. Sie war stellvertretende Kuratorin für Botanik und Kuratorin für Algen. Sie ist bekannt durch Reproduktionen in fast vierzig Publikationen über einheimische Bäume und Sträucher, Alpenpflanzen, Wildblumen und Algen, die sie geschrieben und illustriert hat.

## Leben und Werk
Adams war die Tochter von Jessie Whittaker und deren Ehemann Kenneth Ernest Adams. Ihr Vater war Anwalt und ein Enkel des Amateurbotanikers James Adams. Ihr Vater und ihr Großvater nahmen sie mit auf lange Wanderungen in das Coromandel Range.
Ihre Eltern trennten sich, als sie noch sehr jung war. Sie wuchs in Wellington bei ihren Großeltern mütterlicherseits, den Besitzern der Schokoladenfirma Whittaker’s, auf und besuchte die Brooklyn School. Sie besuchte dann das Wellington Girls’ College, wo sie zusätzliche Kunstkurse bei Fred Ellis, Dozent der Wellington Technical College School of Art, und dem Landschaftsmaler Reginald J. Waghorn besuchte. Obwohl sie sich für ein Studium der Zoologie und Botanik an der Victoria University of Wellington eingeschrieben hatte, konnte sie diese Kurse aufgrund einer Krankheit nicht abschließen. Im Januar 1943 wurde sie in die Abteilung für wissenschaftliche und industrielle Forschung (DSIR) berufen. Die Abteilung suchte Personal als Ersatz für Männer, die im Zweiten Weltkrieg dienten. Als allgemeine Technikerin in der Botanikabteilung unterstützte sie die leitenden Wissenschaftler und kam in Zusammenarbeit mit Lucy Moore mit der Algenforschung in Berührung.
Die DSIR ernannte sie 1950 zur Illustratorin und 1953 zur botanischen Künstlerin, wo sie alle Zeichnungen für die Botanikabteilung anfertigte. Ihr Fachwissen in der botanischen Illustration, die detaillierte Pflanzenkenntnisse erforderte, ermöglichte es ihr und den Wissenschaftlern, mit denen sie zusammenarbeitete, die Vielfalt der einheimischen Flora Neuseelands besser zu unterscheiden, zu klassifizieren und zu untersuchen.

## Tätigkeiten im Dominion Museum

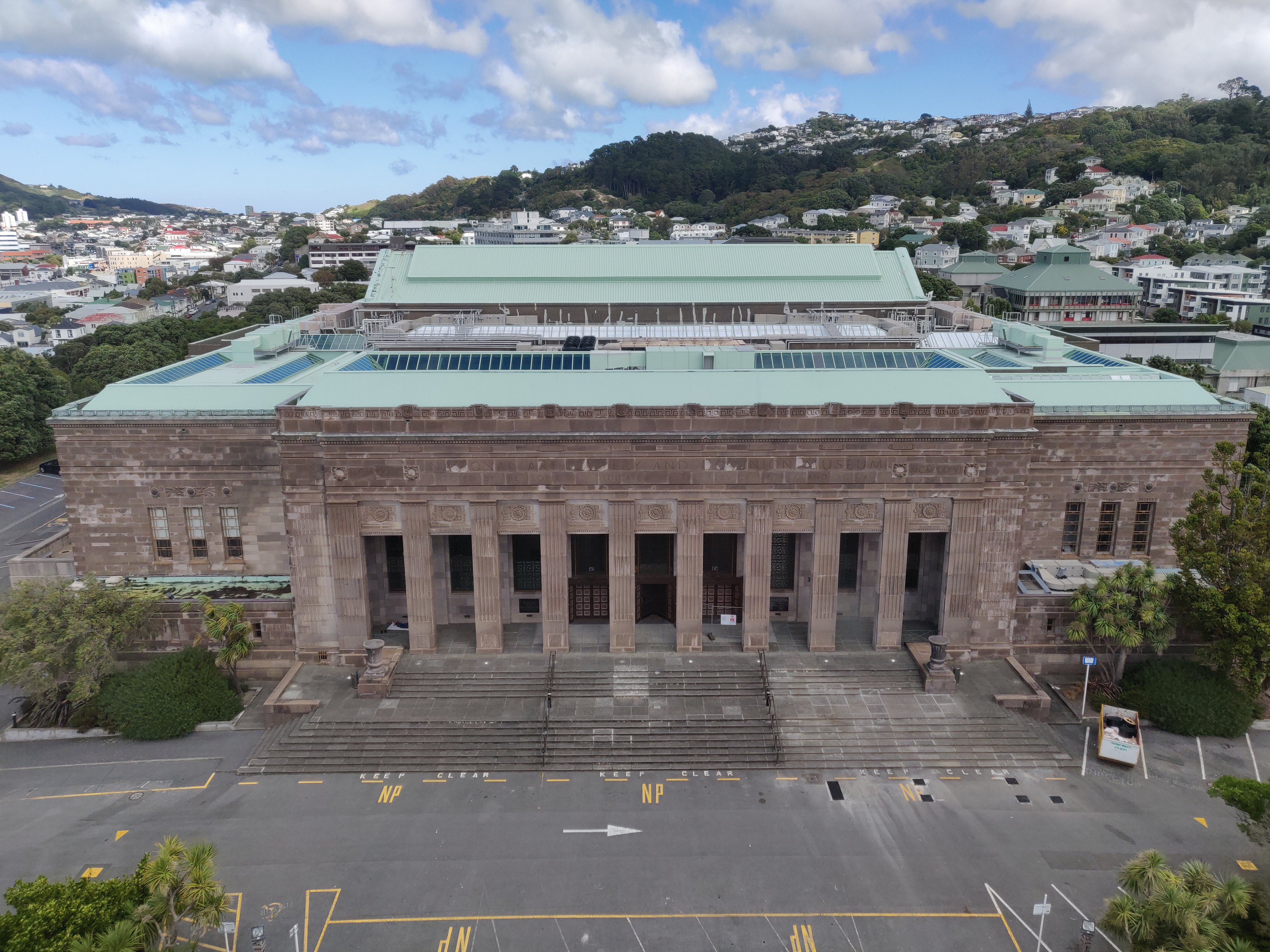
Blick auf das ehemalige Dominion Museum, 2019

Adams zog in den 1950er Jahren mit der DSIR nach Christchurch, kehrte jedoch 1959 nach Wellington zurück, um eine neue Stelle als Künstlerin am Dominion Museum, dem heutigen Museum of New Zealand Te Papa Tongarewa, anzutreten. Ihre anfängliche Arbeit war vielfältig und sie lernte die Vielfalt der Sammlungen des Museums kennen, insbesondere die historischen botanischen Archive. Diese Beschäftigung insbesondere mit den historischen Archiven ermöglichte es ihr, die Herkunft der von dem neuseeländischen Botaniker John Buchanan im 19. Jahrhundert gesammelten Exemplare festzustellen und Fehler früherer Forscher zu korrigieren. Während ihrer gesamten Karriere recherchierte und veröffentlichte sie weiterhin Werke zur botanischen Geschichte und Biografie, darunter Artikel über Buchanans Sammlungen sowie das Leben und die Sammlungen ihres Urgroßvaters James Adams.
Das Dominion Museum gewährte ihr Zugang zu den nationalen botanischen Sammlungen und Archiven sowie zu Mitarbeitern aus der neuseeländischen Botanikgemeinschaft, was ihr die Erstellung der Nachschlagewerke ermöglichte, die ihren bedeutenden Beitrag zur Wissenschaft darstellen. 1963 wurden sowohl Plants of the New Zealand Coast zusammen mit Lucy Moore als auch Trees and Bushs of New Zealand mit Alick Poole veröffentlicht. Ihre wichtigsten Beiträge zur Botanik und zum Naturschutz wurden im folgenden Jahr gewürdigt, als ihr der Loder Cup für Verdienste um den Schutz der Flora verliehen wurde, insbesondere für ihre Zeichnungen und Illustrationen für die Nationalpark-Handbücher und Broschüren des Department of Conservation.
Ihre Beiträge zur Botanik, insbesondere zur botanischen Systematik, entwickelten sich weiter, nachdem sie 1969 eine spezialisiertere Rolle in der Meeresbotanik übernahm. Für eine Person ohne Universitätsabschluss, insbesondere eine Frau, war dies ungewöhnlich. Sie wurde zur stellvertretenden Kuratorin für Botanik ernannt, wechselte in das Herbarium des Museums und wurde mit dem Aufbau einer Referenzsammlung mit besonderem Schwerpunkt auf der Kuration von Algen und Meeresalgen beauftragt. Ihr durch Beobachtung, Feldarbeit und Praxis verfeinertes Fachwissen im Umgang, der Identifizierung und Untersuchung von Algen und Moosen führte 1985 zu ihrer Beförderung zur Wissenschaftlerin.
Adams forschte bis zu ihrer Pensionierung im Jahr 1987 im Alter von 60 Jahren im Dominion Museum. Sie forschte und veröffentlichte danach weiterhin zu botanischen Themen. Sie blieb bis zu ihrer letzten Krankheit ehrenamtliche wissenschaftliche Mitarbeiterin des Museums.

## Botanische Künstlerin
Im Jahr 1994 veröffentlichte Adams Seaweeds of New Zealand: an Illustrated Guide, ihren wichtigsten Beitrag zur neuseeländischen Botanik. Dieses Buch zeigte sowohl ihr umfassendes und spezialisiertes botanisches Wissen als auch ihre Fähigkeit zur Darstellung von Algen und beschrieb mehr als 600 verschiedene Arten mit detaillierten Abbildungen für 441 Arten.
Als botanische Künstlerin erstellte sie Werke in verschiedenen Medien, in Aquarell, mit Feder und Tinte, Linolschnitte. Diese wurden in mehr als 40 botanischen oder verwandten Texten eingebunden oder als Illustration deren Cover verwendet. Ihre vielfältigen Kunstwerke, die von den wissenschaftlichen Zeichnungen und Illustrationen ihrer Veröffentlichungen bis hin zu Landschaften, Skizzen und einer Reihe von Linolschnitten und Radierungen, die für Buchumschläge und Grußkarten verwendet werden, reichen, blieben während ihres gesamten Berufslebens ein Bestandteil ihrer künstlerischen Praxis.
Ihre Kunstwerke wurden 1987 im Te Papa Tongarewa und von 2003 bis 2006 in 16 Zentren in Neuseeland ihre Werke ausgestellt. 2006 und 2007 erwarb das Museum of New Zealand Te Papa Tongarewa mehr als zehntausend Skizzen, Aquarelle, Radierungen und andere Werke von Adams. Das Museum bewahrt auch das Archiv, das die Originalillustrationen vieler Hauptwerke von Adams enthält.
Adams hat nie geheiratet. Ihre Beziehung zu einem amerikanischen Soldaten während des Krieges endete mit seinem Tod, und auch ihre Verlobung mit einem Arzt endete, als er bei einem Autounfall ums Leben kam. Ihre Mutter lebte bis zu ihrem Lebensende mit in ihrem Haus in Wellington.
Adams starb am 27. März 2007 im Alter von 80 Jahren im Huntleigh Hospital in Karori, Wellington.
Ihr offizielles botanisches Autorenkürzel „N.M.Adams“ wird verwendet, um diese Person als Autor anzugeben, wenn ein botanischer Name zitiert wird.

## Ehrungen
- Ihre Beiträge zur Botanik werden durch die Benennung einer Meeresalgengattung, Adamsiella, sowie durch den Artnamen Lessonia adamsiae gewürdigt.
- 1964: Loder Cup
- 1989: Queen’s Service Order (QSO)
- 1990: New Zealand 1990 Commemoration Medal
- 1995: Commander of the Order of the British Empire (CBE)

## Veröffentlichungen
- Wild Flowers in New Zealand. Reed, New Zealand, 1980, ISBN 978-0589012885.
- Seaweeds of New Zealand: An Illustrated Guide. Canterbury University Press, Christchurch, 1994.
- mit A. F. Mark: New Zealand Alpine Plants. Wellington, 1973, ISBN 978-0589007010.